# Florence Miailhe
Pour les articles homonymes, voir Miailhe.
Florence Miailhe est une réalisatrice française, née en 1956 à Paris.
En 1980, elle sort diplômée de l'École nationale supérieure des arts décoratifs, spécialisation gravure. Depuis les années 90 elle réalise des films d’animation qui lui valent une reconnaissance internationale. Elle obtient le César du meilleur court métrage en 2002 et un Cristal d’honneur pour l’ensemble de ses films en 2015 au festival d’animation d’Annecy. Elle réalise son premier long métrage d’animation La Traversée en 2021, pour lequel elle reçoit de nombreux prix.

## Biographie
Elle est la fille de Jean et Mireille Miailhe et la nièce de René Glodek. Après avoir été maquettiste pour la presse tout en continuant la peinture et la gravure, elle réalise son premier court-métrage Hammam en 1991, encouragée par Robert Lapoujade. Son travail très personnel est remarqué dans de nombreux festivals. Elle reçoit notamment le César du meilleur court-métrage en 2002 pour Au premier dimanche d'août et la mention spéciale au Festival de Cannes en 2006 pour Conte de quartier. Elle réalise ses animations à base de peinture, de pastel ou de sable, directement sous la caméra en procédant par recouvrement. Ces techniques sont connues sous le nom de peinture animée et d'animation de sable. Le mouvement et les corps sont aussi essentiels dans son œuvre. Elle a beaucoup travaillé avec Denis Colin qui compose la musique une fois l'animation terminée. Elle a aussi travaillé avec l'écrivaine Marie Desplechin pour la majorité de ses films. Elle reçoit un Cristal d'honneur, à l'occasion du 39e Festival international du film d'animation d'Annecy 2015.
En 2007, Florence Miailhe commence l'écriture d'un long-métrage en résidence à l'Abbaye de Fontevraud. Co-écrit avec Marie-Desplechin, La Traversée reçoit en 2011 le prix du meilleur scénario au Festival Premiers Plans d'Angers,. Le scénario est également lauréat de la Fondation Gan pour le cinéma à la suite de sa lecture par Isabelle Carré à Fontevraud en 2017. À sa sortie en 2021, La Traversée reçoit entre autres la mention du jury au festival d’animation d’Annecy, le prix Audentia à Montréal au festival du nouveau cinéma et trois prix au BIAF en Corée du Sud. Le film est nommé aux Césars 2022.

## Filmographie
Sauf indication contraire, les informations mentionnées dans cette section peuvent être confirmées par les bases de données cinématographiques IMDb et Allociné,  présentes dans la section « Liens externes ».

### Réalisatrice

#### Courts-métrages
- 1991 : Hammam
- 1995 : Schéhérazade
- 1996 : Histoire d'un prince devenu borgne et mendiant
- 2000 : Au premier dimanche d'août
- 2002 : Les oiseaux blancs les oiseaux noirs
- 2006 : Conte de quartier
- 2008 : Matières à rêver
- 2013 : Méandres, co-réalisé avec Mathilde Philippon et Élodie Bouedec
- 2024 : Papillon

#### Long-métrage
- 2021 : La Traversée

## Distinctions
Sauf indication contraire, les informations mentionnées dans cette section peuvent être confirmées par les bases de données cinématographiques IMDb et Allociné,  présentes dans la section « Liens externes ».

### Récompenses
- César 2002 : meilleur court métrage pour Au premier dimanche d'août
- Festival de Cannes 2006 : mention spéciale pour Conte de quartier
- Festival Premiers Plans d'Angers 2011 : prix du meilleur scénario pour La Traversée
- Festival international du film d'animation d'Annecy 2015 : Cristal d'honneur
- Festival international du film d'animation d'Annecy 2021 : mention du jury pour La Traversée

### Nominations
- César 2022 : meilleur film d'animation pour La Traversée
- César 2025 : meilleur court métrage d'animation pour Papillon